# Евелин Харт
Евелин Ане Харт (4. април 1956) канадска је балерина и бивша главна плесачица Краљевског балета Винипег .

## Живот и каријера
Рођена у Торонту, Онтарио, Харт је студирала плес у Дороти Картер школи плеса у Лондону и Канади, а касније и у Ројал Винипег школи балета. Прихваћена је на прелиминарном интензивном летњем заседању аудиције ради разматрања као студент у годишњем програму интензивног академског / професионалног усавршавања, где студенти тренирају за матичну компанију Национални балет у Канади. Харт није успела себи да озбезбеди место због превелике нервозе и проблема са анорексијом. Након дужег времена, 1976. године, придружује се компанији Ројал Винипег Балет, 1978 представља се као солиста, а за главног плесача 1979. године.
Она је била прва Канађанкиња која је освојила златну медаљу на Варна Интернационалном такмичењу балета у Варни, Бугарска 1980. године за пас де деукс Белонг кореографији Норберта Веска .
Харт је глумила у балетском филму Тренутак светлости, заједно са Рексом Харингтоном, бившим главним плесачем Националног балета Канаде, и Робертом Шер-Мацхерндлом, бившим главним плесачем холандског националног балета и баварског Државног балета. Филм је објављен 1992. године.
Напушта РВБ  2005. да би плесала као слободни уметник. 23. августа 2006. године отплесала је лабудову песму у Гранд Театру у Лондону.

## Част
Године 1983. Харт је постала официр Канадског реда и унапређена је у Компанионом 1994. године. Уведена је у Канадску стазу славних 2000. Харт је 2001. добила награду генералног гувернера за сценске уметности за животно дело, највећу част Канаде у сценским уметностима. 2006. године постала је стипендиста Краљевског друштва Канаде . Она је 2006. постала члан Манитобанског реда .